# Селен
| 34         | Селен |
| Se78,971   |       |
| 3d104s24p4 |       |

Селе́н (химический символ — Se, от лат. Selenium) — химический элемент 16-й группы (по короткопериодной форме — главной подгруппы шестой группы, VIA), четвёртого периода периодической системы химических элементов Д. И. Менделеева, с атомным номером 34.
Простое вещество селен — это хрупкий, блестящий на изломе неметалл серого цвета (данный цвет обусловлен устойчивой аллотропной модификацией, неустойчивые аллотропные модификации придают селену различные оттенки красного цвета).

## История
Элемент открыт Йёнсом Якобом Берцелиусом в 1817 году. О том, как произошло это открытие, сохранился
Я исследовал в содружестве с Готлибом Ганом метод, который применяют для производства серной кислоты в Грипсхольме. Мы обнаружили в серной кислоте осадок, частью красный, частью светло-коричневый. Этот осадок, опробованный с помощью паяльной трубки, издавал слабый редечный запах и образовывал свинцовый королёк. Согласно Клапроту, такой запах служит указанием на присутствие теллура. Ган заметил при этом, что на руднике в Фалуне, где собирается сера, необходимая для производства кислоты, также ощущается подобный запах, указывающий на присутствие теллура. Любопытство, вызванное надеждой обнаружить в этом коричневом осадке новый редкий металл, заставило меня исследовать осадок. Приняв намерение отделить теллур, я не смог, однако, открыть в осадке никакого теллура. Тогда я собрал всё, что образовалось при получении серной кислоты путём сжигания фалюнской серы за несколько месяцев, и подверг полученный в большом количестве осадок обстоятельному исследованию. Я нашёл, что масса (то есть осадок) содержит до сих пор неизвестный металл, очень похожий по своим свойствам на теллур. В соответствии с этой аналогией я назвал новое тело селеном (Selenium) от греческого σελήνη (луна), так как теллур назван по имени Tellus — нашей планеты.
В 1873 году Уиллоуби Смит обнаружил, что электрическое сопротивление серого селена зависит от освещённости. Это свойство стало основой для создания чувствительных к свету ячеек. Первые коммерческие фоточувствительные ячейки были представлены на рынке в середине 1870-х годов Вернером фон Сименсом.
Селеновая ячейка использовалась в фотофоне, созданном Александром Беллом в 1879 году.
Сила электрического тока через селеновую ячейку пропорциональна световому потоку, падающему на её поверхность, — это свойство используется в различных измерителях освещённости (экспонометрах).
Полупроводниковые свойства селена нашли применение в других областях электроники. В 1930-е годы началось использование селеновых выпрямителей пришедших на смену медно-закисным выпрямителям благодаря большей эффективности. Селеновые выпрямители использовались до 1970-х годов, вытесненные боле совершенными кремниевыми выпрямителями.
В более позднее время была обнаружена токсичность селена. Были зарегистрированы случаи отравления людей, работавших на селеновых производствах, а также животных, поедавших богатые селеном растения. В 1954 году были обнаружены первые признаки биологического значения селена для микроорганизмов. В 1957 году была установлена важная роль селена в биологии млекопитающих. В 1970-е годы было показано наличие селена в двух независимых группах ферментов, а затем обнаружена селеносодержащая аминокислота селеноцистеин в некоторых белках. В 1980-е годы было установлено, что селеноцистеин кодируется в ДНК кодоном UGA. Механизм кодирования был установлен сначала для бактерий, а затем и для млекопитающих (SECIS-элемент).

## Происхождение названия
Название происходит от греч. σελήνη — Луна. Элемент назван так в связи с тем, что в природе он является спутником химически сходного с ним теллура (названного в честь Земли).

## Нахождение в природе

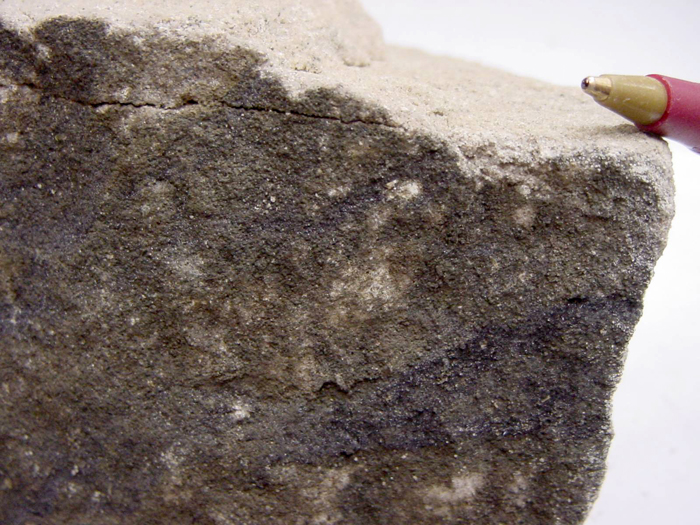
Натуральный селен

Содержание селена в земной коре — около 500 мг/т. Основные черты геохимии селена в земной коре определяются близостью его ионного радиуса к ионному радиусу серы и поэтому он является спутником химически сходного с ним теллура. Известно 37 минералов селена, основные из них — ашавалит FeSe, клаусталит PbSe, тиманнит HgSe, гуанахуатит Bi2(Se,S)3, хастит CoSe2, платинит PbBi2(S,Se)3, ассоциирующие с различными сульфидами, а иногда также с касситеритом. Изредка встречается самородный селен. Главное промышленное значение для получения селена имеют сульфидные месторождения. Содержание селена в сульфидах колеблется от 7 до 110 г/т.
Концентрация селена в морской воде 0,4 мкг/л. На территории Кавказских минеральных вод есть источник с содержанием селена 110 мкг/л.

## Физические свойства

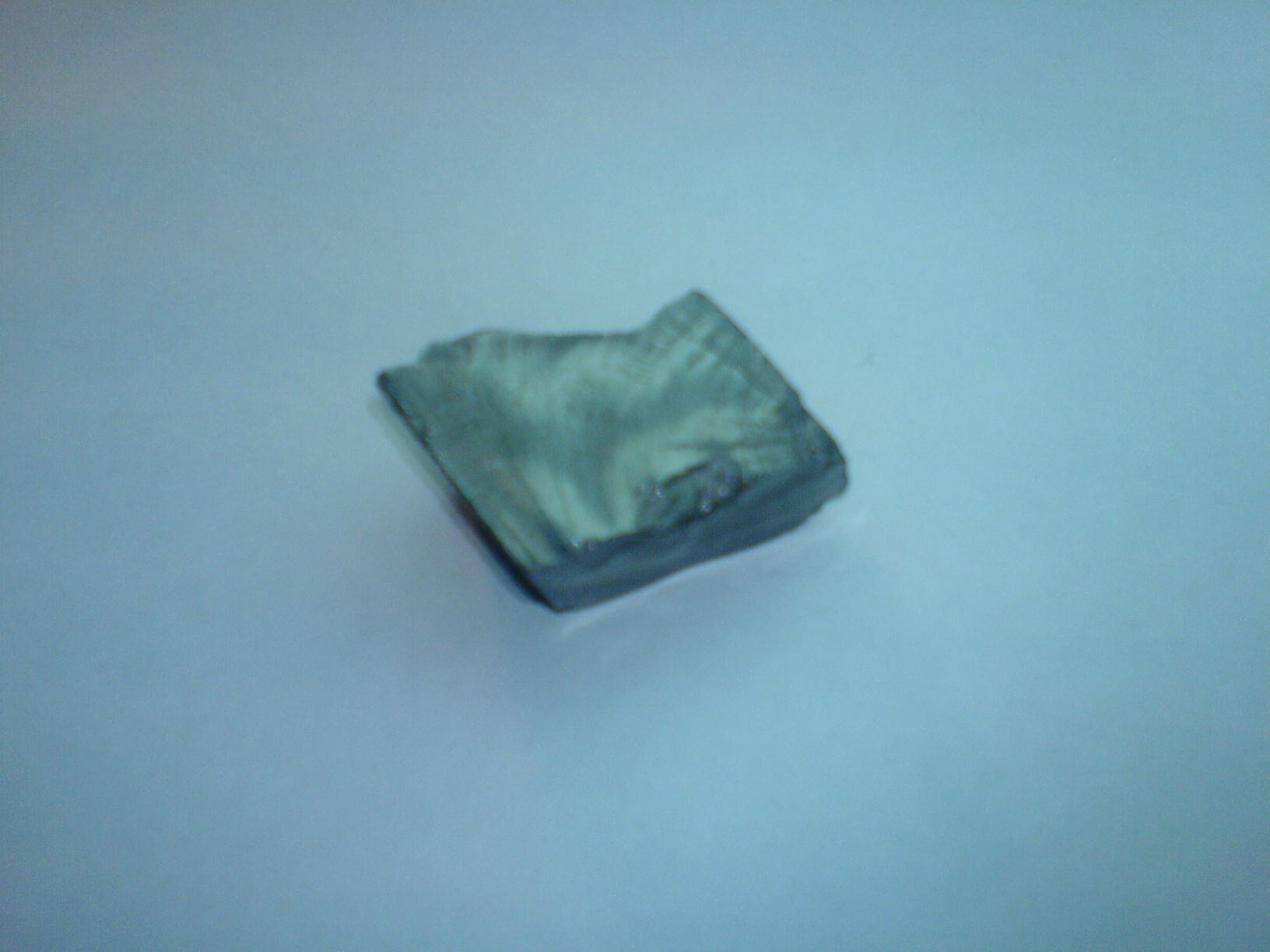
Монокристаллический селен чистотой 99,9999 %

Плотность жидкого серого селена при температуре плавления 4,06 г/см3.
Твёрдый селен при нормальных условиях имеет несколько аллотропных модификаций с существенно различными термодинамическими, механическими и электрическими свойствами:
- Серый кристаллический селен (γ-Se, «металлический селен») — наиболее устойчивая модификация, структура состоит из параллельных цепей в виде винтовых линий. Образуется при конденсации пара, медленным охлаждением расплава, длительным нагреванием других форм селена. Образует кристаллы гексагональной сингонии, пространственная группа C312, параметры ячейки a = 0,436388 нм, c = 0,495935 нм, Z = 3, d = 4,807 г/см3. Температура плавления 221 °C. Температура кипения 685 °C.

Твёрдость по Моосу 2,0. Твёрдость по Бриннелю ≈750 МПа. Модуль нормальной упругости 10,2 ГПа. Хрупок, выше 60 °C становится пластичным. Теплопроводность 0,5 Вт/(м·К). Температурный коэффициент линейного расширения 25,5·10−6 К−1 (при 0 °C). Является полупроводником с дырочной проводимостью, ширина запрещённой зоны 1,8 эВ, удельное электрическое сопротивление 80 Ом·м, температурный коэффициент сопротивления 0,6·10−3 К−1 (в интервале температур 25…125 °C). Диамагнетик, магнитная восприимчивость −0,469·10−9.
- Красный кристаллический селен — три моноклинные модификации, содержащие кольцевые коронообразные молекулы Se8, получаются осаждением из растворов селена в сероуглероде:
  - Оранжево-красный α-Se. Кристаллы моноклинной сингонии, пространственная группа P21/n, параметры ячейки a = 0,9054 нм, b = 0,9083 нм, c = 1,1601 нм, β = 90,81°, Z = 32, d = 4,46 г/см3. Температура плавления 170 °C.
  - Тёмно-красный β-Se. Кристаллы моноклинной сингонии, пространственная группа P21/a, параметры ячейки a = 1,285 нм, b = 0,807 нм, c = 0,931 нм, β = 93,13°, Z = 32, d = 4,50 г/см3. Температура плавления 180 °C.
  - Красный γ-Se. Кристаллы моноклинной сингонии, пространственная группа P21/c, параметры ячейки a = 1,5018 нм, b = 1,4713 нм, c = 0,8789 нм, β = 93,61°, Z = 64, d = 4,33 г/см3.
- Красный аморфный селен. Мелкий порошок от ярко-красного до красновато-чёрного цвета, молекулы с цепочечной структурой. Плотность 4,26 г/см3. Получается восстановлением селенистой кислоты на холоду и другими путями.
- Чёрный стекловидный селен. Получается при быстром охлаждении расплава. Хрупок. Имеет стеклянный блеск. Цвет от голубовато-чёрного до красно-коричневого. Содержит в основном плоские цепочечные зигзагообразные молекулы. Плотность 4,28 г/см3. Изолятор, удельное электрическое сопротивление ≈1010 Ом·м.

При сильном нагревании серого селена он плавится, а потом и испаряется с образованием паров смешанных модификаций селена при быстром охлаждении которых конденсируется красный аморфный селен.
При высоких давлениях (от 27 МПа) селен переходит в кубическую модификацию с ребром ячейки 0,2982 нм.
При 10—12 МПа из аморфного и моноклинного селена получена также метастабильная гексагональная модификация с металлическими свойствами.

## Химические свойства
Селен — аналог серы и проявляет степени окисления −2 (H2Se), +4 (SeO2) и +6 (SeO3, H2SeO4). Однако, в отличие от серы, соединения селена в степени окисления +6 — сильнейшие окислители, а соединения селена(−II) — гораздо более сильные восстановители, чем соответствующие соединения серы.
В виде простого вещество селен гораздо менее активен химически, чем сера. Так, в отличие от серы, селен самостоятельно не горит на воздухе.
Поджечь селен удаётся только при дополнительном нагревании, при этом он медленно горит синим пламенем, образуя диоксид SeO2.
{\displaystyle {\ce {Se + O2 ->[250^oC] SeO2}}}
Окисляется азотной кислотой до оксида селена(IV):
{\displaystyle {\ce {Se + 4HNO3 ->[t] SeO2 + 4NO2 + 2H2O}}}
Со щелочными металлами селен реагирует (весьма бурно), только будучи расплавленным, при этом образуются селениды:
{\displaystyle {\ce {Se + 2K ->[t] K2Se}}}
При комнатной температуре реагирует с галогенами кроме иода:
{\displaystyle {\ce {Se + 3F2 -> SeF6}}}
{\displaystyle {\ce {Se + 2Cl2 -> SeCl4}}}
{\displaystyle {\ce {2Se + Cl2 -> Se2Cl2}}}
{\displaystyle {\ce {Se + 2Br2 -> SeBr4}}}
{\displaystyle {\ce {2Se + Br2 -> Se2Br2}}}
Реакция с иодом считается неоднозначной, и по некоторым данным, приводит к образованию иодидов селена в, например, дисульфиде углерода.
Реагирует с щелочами:
{\displaystyle {\ce {3Se + 6KOH -> K2SeO3 + 2K2Se + 3H2O}}}
Однако, как и с серой, реакция идёт дальше с образованием полиселенидов:
{\displaystyle {\ce {Se^2- + xSe -> Se_{1+x}^2-}}}
Селен образует полимерные катионы при реакции с дисерной кислотой (олеумом) при комнатной температуре, со 100% серной кислотой при нагревании, ввиду чего раствор принимает зелёный цвет:
{\displaystyle {\ce {8Se + 6H2S2O7 -> Se8^2+ + 2HS3O10^- + 5H2SO4 + SO2}}}
{\displaystyle {\ce {8Se + 5H2SO4 ->[t] Se8^2+ + 2H3O^+ + 4HSO4^- + SO2}}}
При длительном стоянии, раствор селена в дисерной кислоте переходит в жёлтый цвет, вызванный полимерным катионом тетраселена Se42+:
{\displaystyle {\ce {4Se + 6H2S2O7 -> Se4^2+ + 2HS3O10^- + 5H2SO4 + SO2}}}
Такая же реакция может быть вызвана при добавлении диоксида селена в раствор селена в серной кислоте:
{\displaystyle {\ce {7Se8^2+ + 4SeO2 + 24H2SO4 -> 15Se4^2+ + 8H3O^+ + 24HSO4^-}}}
Эти реакции могут быть использованы для аналитического определения элементарного селена

## Получение
Значительные количества селена получают из шлама медно-электролитных производств, в котором селен присутствует в виде селенида серебра. Применяют несколько способов получения: окислительный обжиг с возгонкой SeO2; нагревание шлама с концентрированной серной кислотой, окисление соединений селена до SeO2 с его последующей возгонкой; окислительное спекание с содой, конверсия полученной смеси соединений селена до соединений Se(IV) и их восстановление до элементного селена действием SO2.
Получить высокочистый селен можно при сжигании низкосортного технического селена в токе кислорода при 500—550° С и сублимации полученной двуокиси селена при 320—350 °С. Двуокись селена растворяют в дистиллированной воде. А затем восстанавливая H2SeO3 сернистым газом:
{\displaystyle {\mathsf {SeO_{2}+H_{2}O\ \xrightarrow {} \ H_{2}SeO_{3}}}}
{\displaystyle {\mathsf {H_{2}SeO_{3}+2SO_{2}+H_{2}O\ \xrightarrow {} \ Se+2H_{2}SO_{4}}}}
При окислительном методе шлам обрабатывается азотной кислотой, сплавляется с калийной селитрой и т. д. Образующиеся при этом оксиды селена (SeО2, иногда SeО3) переходят в раствор, и, после выпаривании азотной кислоты, выпавший сухой остаток растворяется в концентрированной соляной кислоте, после чего SeO2 восстанавливается, например, сернистым газом:
{\displaystyle {\mathsf {2H_{2}O+2SeO_{2}+2SO_{2}\ \xrightarrow {} \ 2H_{2}SO_{4}+Se}}}
При растворении в сульфите натрия с последующим выделением селена кислотой:
{\displaystyle {\mathsf {Na_{2}SO_{3}+Se\ \xrightarrow {} \ Na_{2}S+SeO_{3}}}}
Промытый от сернистой кислоты шлам с содержанием, например, 2 % селена обрабатывается кальцинированной содой, для перевода примеси сульфата свинца(II) в нерастворимый карбонат свинца:
{\displaystyle {\mathsf {PbSO_{4}+Na_{2}CO_{3}\ \xrightarrow {} \ PbCO_{3}+Na_{2}SO_{4}}}}

## Биологическая роль
Входит в состав активных центров некоторых белков в форме аминокислоты селеноцистеина. Является необходимым для жизни микроэлементом, но большинство соединений достаточно токсичны (селеноводород, селеновая и селенистая кислота).

### Роль селена в организме человека
В организме человека содержится 10—14 мг селена, бо́льшая его часть сконцентрирована в печени, почках, селезёнке, сердце, яичках и семенных канатиках у мужчин. Селен присутствует в ядрах клеток.
Суточная потребность человека в селене составляет 70—100 мкг.
Повышенное содержание селена в организме может приводить к депрессии, тошноте, рвоте, диарее, поражению ЦНС и др.
Селен, являясь химическим аналогом серы, входит в состав биосубстратов в степени окисления −2. Установлено, что он накапливается в ногтях и волосах, так как их основу составляют серосодержащие аминокислоты цистеин и метионин. Метионин необходим для синтеза кератина — основного белка волосяного стержня, а цистеин входит в состав α-кератинов — основного белка ногтей, кожи и волос (известно, что данные две аминокислоты метаболически тесно связаны между собой; селен замещает серу в этих аминокислотах, превращая их в селеноцистеин и селенометионин).
Селен в организме взаимодействует с витаминами, ферментами и биологическими мембранами, участвует в регулировании обмена веществ, в обмене жиров, белков и углеводов, а также в окислительно-восстановительных процессах. Селен является составным компонентом более 30 жизненно важных биологически активных соединений организма. Селен входит в активный центр ферментов системы антиоксидантно-антирадикальной защиты организма, метаболизма нуклеиновых кислот, липидов, гормонов (глутатионпероксидазы, йодотиронин-дейододиназы, тиоредоксинредуктазы, фосфоселенфосфатазы, фосфолипид-гидропероксид-глутатионпероксидазы, специфических протеинов Р и W и др.).
Селен входит в состав белков мышечной ткани, белков миокарда. Также селен способствует образованию трийодтиронина (биологически активная форма тиреоидных гормонов щитовидной железы).
Селен является синергистом витамина E и иода. При дефиците селена иод плохо усваивается организмом.
Ранее неоднократно выдвигались предположения о том, что добавки селена способны снизить частоту заболеваемости онкологическими заболеваниями, что, однако, не подтвердилось проведёнными исследованиями.

## Применение
- Одним из важнейших направлений его технологии, добычи и потребления являются полупроводниковые свойства как самого селена, так и его многочисленных соединений (селенидов), их сплавов с другими элементами, в которых селен играет ключевую роль. В современной технологии полупроводников применяются селениды многих элементов, например, селениды олова, свинца, висмута, сурьмы, лантаноидов. Особенно важны свойства фотоэлектрические и термоэлектрические как самого селена, так и селенидов.
- Радиоактивный изотоп селен-75 используется в качестве источника гамма-излучения для дефектоскопии.
- Селенид калия совместно с пятиокисью ванадия применяется при термохимическом получении водорода и кислорода из воды (селеновый цикл).
- Полупроводниковые свойства селена в чистом виде широко использовались в середине XX века для изготовления выпрямителей (они же — селеновые столбы), особенно в военной технике по следующим причинам: в отличие от германия и кремния, селен малочувствителен к ионизирующему излучению, и, кроме того, селеновый выпрямитель самовосстанавливается при пробое: селен в месте пробоя испаряется и не приводит к короткому замыканию выпрямителя, допустимый прямой ток выпрямителя несколько снижается, но прибор сохраняет функциональность. К недостаткам селеновых выпрямителей относятся их значительные габариты при одинаковых допустимых электрических параметрах с кремниевыми диодами.
- Соединения селена применяются для окрашивания стекла в красный и розовый цвет. Обычно для этого используют металлический селен и селенит натрия Na2SeO3. Красные стекла, окрашенные селеном, называют «селеновым рубином»[32][33]. Селен применялся при производстве стекла рубиновых звёзд Московского Кремля[34][35].

### Применение селена в медицине
Селен применяется как противораковое средство, а также для профилактики широкого спектра заболеваний. Из-за его влияния на репарацию ДНК, апоптоз, эндокринную и иммунную системы, а также другие механизмы, включая его антиоксидантные свойства, селен может играть роль в профилактике рака. Согласно исследованиям, приём 200 мкг селена в сутки снижает риск заболеваемости раком прямой и толстой кишки на 58 %, опухолями простаты — на 63 %, раком лёгких — на 46 %, снижает общую смертность от онкологических заболеваний на 39 %.
Приём селена в комбинации с коэнзимом Q10 связывают с 55%-м снижением риска смерти больных хронической сердечной недостаточностью.
Малые концентрации селена подавляют гистамин и за счёт этого оказывают антидистрофический эффект и противоаллергическое действие. Также селен стимулирует пролиферацию тканей, улучшает функцию половых желёз, сердца, щитовидной железы, иммунной системы.
В комплексе с йодом селен используется для лечения йододефицитных заболеваний и патологий щитовидной железы. Тем не менее, согласно кокрановскому обзору 2014 года, доказательства, подтверждающие или опровергающие эффективность приёма селена людьми с аутоиммунным тиреоидитом, неполны и ненадёжны.
Соли селена способствуют восстановлению пониженного артериального давления при шоке и коллапсе..
Есть данные, что приём добавок с селеном повышает риск развития сахарного диабета 2-го типа.
Известен препарат селена Эбселен с противовоспалительной, антиоксидантной и цитопротекторной активностью, который также проявляет активность против COVID-19.
Дисульфид селена (сульсен) применяется в дерматологии, в составе шампуней для лечения заболеваний волосистой части головы (перхоти, себореи).

## Токсичность

### Общий характер воздействия селена и его соединений
Селен и его соединения ядовиты, по характеру действия несколько напоминает мышьяк; обладает политропным действием с преимущественным поражением печени, почек и ЦНС. Свободный селен менее ядовит. Из неорганических соединений селена наиболее токсичными являются селеноводород, диоксид селена (ЛД50 = 1,5 мг/кг, крысы, интратрахеально) и селениты натрия (ЛД50 = 2,25 мг/кг, кролик, перорально) и лития (ЛД50 = 8,7 мг/кг, крысы, перорально). Особенно токсичен селеноводород, однако, ввиду его отвратительного запаха, ощущаемого даже в ничтожных концентрациях (0,005 мг/л), удаётся избежать отравлений. Органические соединения селена, такие как алкил- или арил-производные (например, диметилселен, метилэтилселен или дифенилселен), являются сильнейшими нервными ядами, с очень отвратительными запахами; так, порог восприятия для диэтилселена составляет 0,0064 мкг/л.

### Действие на кожу
Соли селена при непосредственном соприкосновении с кожей вызывают ожоги и дерматиты. Диоксид селена при контакте с кожей способен вызывать резкую боль и онемение. При попадании на слизистые оболочки соединения селена могут вызывать раздражение и покраснение, при попадании в глаза резкую боль, слезотечение и конъюнктивит.

## Изотопы
| Изотоп | Распространённость в природной смеси, ат. % | Период полураспада |
| ------ | ------------------------------------------- | ------------------ |
| 73Se   | —                                           | 7,1 час.           |
| 74Se   | 0,87                                        | стабилен           |
| 75Se   | —                                           | 120,4 сут.         |
| 76Se   | 9,02                                        | стабилен           |
| 77Se   | 7,58                                        | стабилен           |
| 77mSe  | —                                           | 17,5 сек.          |
| 78Se   | 23,52                                       | стабилен           |
| 79Se   | —                                           | 6,5⋅104 лет        |
| 79mSe  | —                                           | 3,91 мин.          |
| 80Se   | 49,82                                       | стабилен           |
| 81Se   | —                                           | 18,6 мин.          |
| 81mSe  | —                                           | 62 мин.            |
| 82Se   | 9,19                                        | 9,7⋅1019 лет       |
| 83mSe  | —                                           | 69 сек.            |
| 83Se   | —                                           | 25 мин.            |

Природный селен состоит из смеси 6 изотопов (в скобках указана концентрация в атомных процентах): 74Se (0,87 %), 76Se (9,02 %), 77Se (7,58 %), 78Se (23,52 %), 80Se (49,82 %), 82Se (9,19 %).
Из них пять изотопов, по экспериментальным данным по состоянию на 2024 год, стабильны, а один из них (82Se) испытывает двойной бета-распад с периодом полураспада 9,7⋅1019 лет, превращаясь в 82Kr.
Искусственно получены ещё 24 радиоактивных изотопа (а также 9 метастабильных возбуждённых состояний) с массовыми числами от 65 до 94.
Из искусственных изотопов практическое применение нашёл 75Se как источник гамма-излучения для неразрушающего контроля сварных металлических швов и обнаружения дефектов конструкций.
Распространённость в природе и периоды полураспада радиоактивных изотопов селена и некоторых его ядерных изомеров приведены в таблице.